# Сонспув
Сонспув (пол. Sąspów) — село в Польщі, у гміні Єжмановиці-Пшегиня Краківського повіту Малопольського воєводства.
Населення — 1355 осіб (2011).
У 1975-1998 роках село належало до Краківського воєводства.

## Демографія
Демографічна структура станом на 31 березня 2011 року:
|          | Загалом | Допрацездатний вік | Працездатний вік | Постпрацездатний вік |
| -------- | ------- | ------------------ | ---------------- | -------------------- |
| Чоловіки | 658     | 136                | 446              | 76                   |
| Жінки    | 697     | 118                | 402              | 177                  |
| Разом    | 1355    | 254                | 848              | 253                  |